# ERS-1
«ERS-1» (англ. European Remote-Sensing Satellite) — спутник дистанционного зондирования Земли, произведённый Европейским космическим агентством и предназначенный для осуществления высокоточных измерений при наблюдении за поверхностью Земли и её атмосферой.
Аппарат был запущен 17 июля 1991 года с космодрома Куру во Французской Гвиане. Несмотря на расчётный срок службы, спутник прослужил 9 лет и за время своего существования передал более 1,5 миллионов изображений (при помощи радара SAR). ERS-1 завершил свою работу 10 марта 2000 года в связи с отказом бортовой системы ориентации.

## Характеристики спутника
- Масса аппарата (при старте) — 2 400 кг;
- Общая длина — 11,8 м;
  - панель солнечной батареи — 11,7 × 2,4 м;
  - SAR-антенна — 10,0 × 1,0 м;
  - диаметр антенны радиовысотомера — 1,2 м.

## Параметры полёта
- Орбита:
  - Солнечно-синхронная;
  - Высота — 758 км;
  - Наклонение — 98,5°;
- Период обращения — 100,3 мин;
- Перигей — 774 км;
- Апогей — 775 км.

## Оборудование
Спутник ERS-1 был оснащён следующими приборами:
- AMI (англ. Active Microwave Instrument). Объединивший в себе радиолокатор синтезированной апертуры SAR (англ. Synthetic Aperture Radar) и ветровой скаттерометр, прибор был предназначен для получения информации о погодных условиях на поверхности океана, в полярных регионах, прибрежной зоне и о состоянии суши.
- RA (англ. Radar Altimeter) — высотомер, обеспечивающий точные измерения уровня моря, различных характеристик ледяного покрова и скорости океанического ветра[5].
- ATSR-1 (англ. Along Track Scanning Radiometer) — прибор, предназначенный для измерения температуры морской поверхности, температуры и влажности облаков. Состоял из инфракрасного радиометра и микроволнового излучателя[6].
- PRARE (англ. Precise Range and Range-rate Equipment) — прибор, необходимый для точного определения координат спутника и параметров орбиты, геодезического фиксирования.
- LRR (англ. Laser Retro-reflectors) — отражатели, для определения положения спутника и его орбиты при помощи наземной лазерной станции.
- Наборы сенсоров для всепогодного и независимого от времени суток наблюдения за Землей.

## Программа полёта

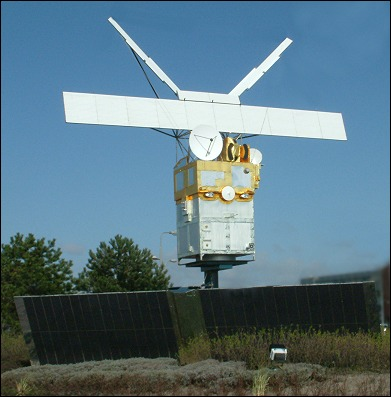
Модель «ERS-1» в натуральную величину.

Исходя из конструктивного слрока службы ERS-1, была составлена программа исследования из нескольких отдельных этапов и шести основных фаз:
1. Первые две недели после запуска — сбор сведений о параметрах орбиты, включение и функциональный контроль систем;
2. 3 августа — 10 декабря 1991 года — экзаменационная фаза, полёт с повторением трассы через три дня;
3. 28 декабря 1991 года — 30 марта 1992 года — первая «ледяная» фаза (тоже с трёхдневным циклом);
4. 15 апреля 1992 года — 15 декабря 1993 года — многозадачная фаза (полёт с повторением трассы через 35 суток);
5. 1 января — 31 марта 1994 года — вторая «ледяная» фаза, с трёхдневным циклом;
6. с 15 апреля 1994 года — геодезическая фаза, полёт с повторением трассы через 176 суток.

## Результаты
Полученные данные позволили обнаружить рядом с антарктической станцией «Восток» вытянутое плато с аномально малым перепадом высот. Это плато было проинтерпретировано как большое подлёдное озеро, получившее название Восток.